# Boing
A Boing a Turner Broadcasting System rajzfilmadója, amely a nap 24 órájában sugároz. Története 2004. november 20-án kezdődött, amikor a csatorna olasz változata megkezdte a sugárzást. Azóta már Franciaországban és Spanyolországban is sugároz és az olasz adás szabadon vehetővé vált.

## Története
A Boing olasz változata volt az első, ezt 2004. november 20-án alapították. 2010-ben két adásváltozat is született, a spanyol és a francia.
A török változat a tv2-n került adásba, a blokkot átneveztékv hogyan boing tv, a blokk reggel 07: 00-kor került adásba Törökországban
2017 decemberében, A chilevision 2020 márciusában indította útjára a boing nevű blokkot Chilében, a blokkot törölték

## Műsorok
A csatorna főként olyan, a Cartoon Networkről lekerült műsorokat ad, amelyek a 2000-es években készültek (pl. Fosterék háza képzeletbeli barátoknak, Mókus fiú), valamint műsorra tűz néhány klasszikust is (pl. Scooby-Doo, merre vagy?, Frédi és Béni, avagy a kőkorszaki buli).

## Adásváltozatok
| Ország                   | Régió neve          | Nyelv   | Indult              | Nézettség |
| ------------------------ | ------------------- | ------- | ------------------- | --------- |
| Olaszország              | Boing Olaszország   | olasz   | 2004. november 20.  | 1,24%     |
| Franciaország            | Boing Franciaország | francia | 2010. április 8.    |           |
| Spanyolország            | Boing Spanyolország | spanyol | 2010. szeptember 1. |           |
| Törökország (műsorblokk) | Boing Törökország   | török   |                     |           |
| Chile (műsorblokk)       | Boing Chile         | Spanyol | 2017. decembere     |           |